# 奥村保命
奥村 保命（おくむら やすのり、享保4年1月21日（1719年3月11日） - 元文2年1月14日（1737年2月13日））は、加賀八家奥村分家第6代当主。
父は奥村温良。母は前田孝行の娘。兄弟は奥村修古、奥村易直、奥村煕殷。通称は数馬。